# Palavras (canção)
Palavras é uma canção da dupla sertaneja brasileira Chitãozinho & Xororó, juntamente com a banda britânica Bee Gees, já que a música é uma versão de Words, da mesma banda. Tanto a banda como a dupla misturaram as versões brasileira e original, em inglês. Esta versão foi lançada em 1993, no álbum Tudo Por Amor, pela gravadora PolyGram.

## A música

### Original
Escrito por Barry, Robin e Maurice Gibb e lançado em 1968, não entrou em nenhum álbum, mas fez parte das gravações de Horizontal. Seu primeiro lançamento em álbum foi na coletânea Best of Bee Gees, de 1969. O grande ícone do Rock ’n’ Roll Elvis Presley gravou um cover em 1969 e cantou ela ao vivo em um dos seus shows em Las Vegas em 1970. A canção é uma balada na base de rock psicodélico. Além de tudo isso, entrou nas paradas, entre elas, German Media Control Charts, UK Singles Chart, US Billboard Hot 100, e outras por aí, ou seja, foi um sucesso mundial.

### Versão brasileira
No programa Clube Do Bolinha, da Rede Bandeirantes, em 1993, Chitãozinho & Xororó apresentaram a música no programa, eles cantando ao vivo e a voz dos Bee Gees em playback, como eles não estavam lá pra se apresentar. Eles contaram a história de como a música surgiu:
Bolinha perguntou a dupla: "Como nasceu essa música?". Xororó respondeu: "Estivemos em Miami no começo do ano, em uma convenção da [gravadora] PolyGram, pra cantar a música Guadalupe, que já é um sucesso. Nessa festa, nessa convenção, estavam os Bee Gees, que estavam voltando para a [gravadora] PolyGram, a antiga gravadora deles, e a gente teve a felicidade de conhecer nossos ídolos de infância, da nossa geração. Chitãozinho complementou: "A ideia surgiu nesse encontro, quando a gente se conheceu. Eles [Bee Gees] têm muita vontade de vir aqui pro Brasil, realizar shows, até convidaram a gente pra cantar com eles, se for possível. A PolyGram sugeriu que o título da música fossem Palavras."